# Przedstawienie fałszywej opinii lub tłumaczenia
Przedstawienie fałszywej opinii, ekspertyzy lub tłumaczenia – przestępstwo skierowane przeciwko wymiarowi sprawiedliwości, polegające na przedstawianiu przez biegłego, rzeczoznawcę lub tłumacza fałszywej opinii, ekspertyzy 
lub tłumaczenia mającego służyć za dowód w postępowaniu postępowaniu sądowym lub w innym postępowaniu prowadzonym na podstawie ustawy (art. 233 § 4 w zw. z § 1 k.k.).
Przestępstwo stanowi występek zagrożony karą pozbawienia wolności od roku do 10 lat. Wyróżnia się typ uprzywilejowany. Sprawca popełnia przestępstwo nieumyślnie (zagrożone karą pozbawienia wolności do 3 lat), jeżeli naraża na istotną szkodę interes publiczny.